# Sohlgleite
Eine Sohlgleite oder Sohlengleite (engl. rock ramp (auch für Sohlrampe), bzw. river bottom slide) ist ein unter dem Wasserspiegel quer zur Strömung liegendes Regelbauwerk des Flussbaus, das die Tiefenerosion der Gewässersohle begrenzen soll.

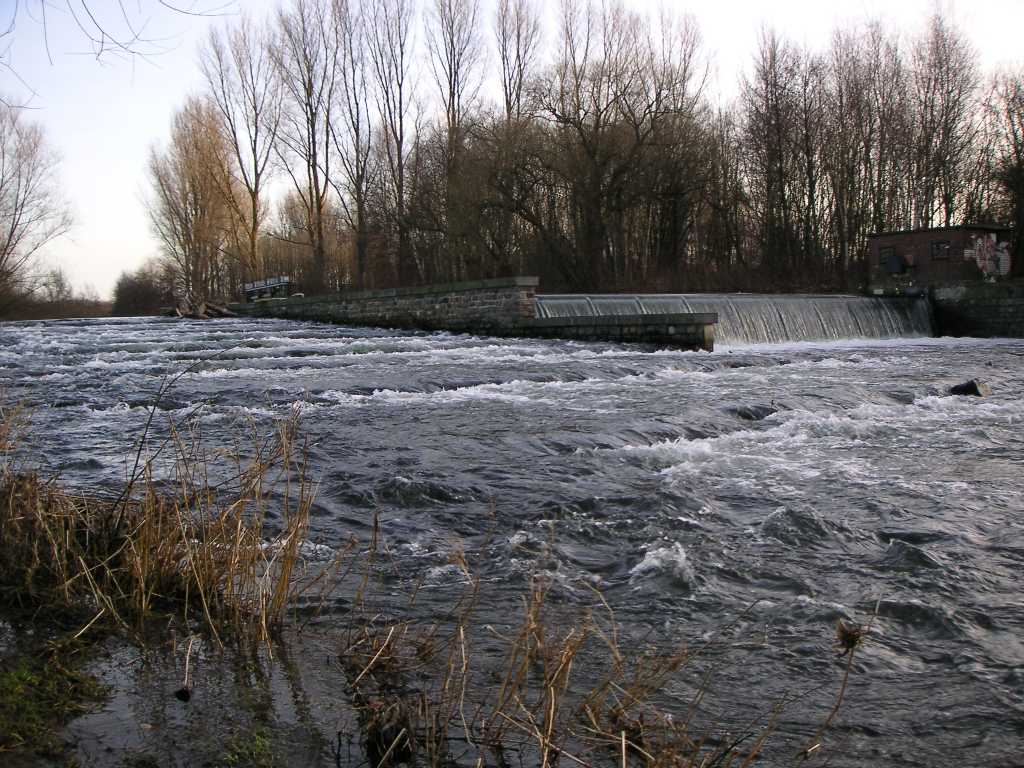
Wupper, Kilometer 4,3; Wehr Reuschenberger Mühle: rechts das Wehr, links die mehrstufige Sohlgleite zur Herstellung der Fischgängigkeit, Steigung 1:20

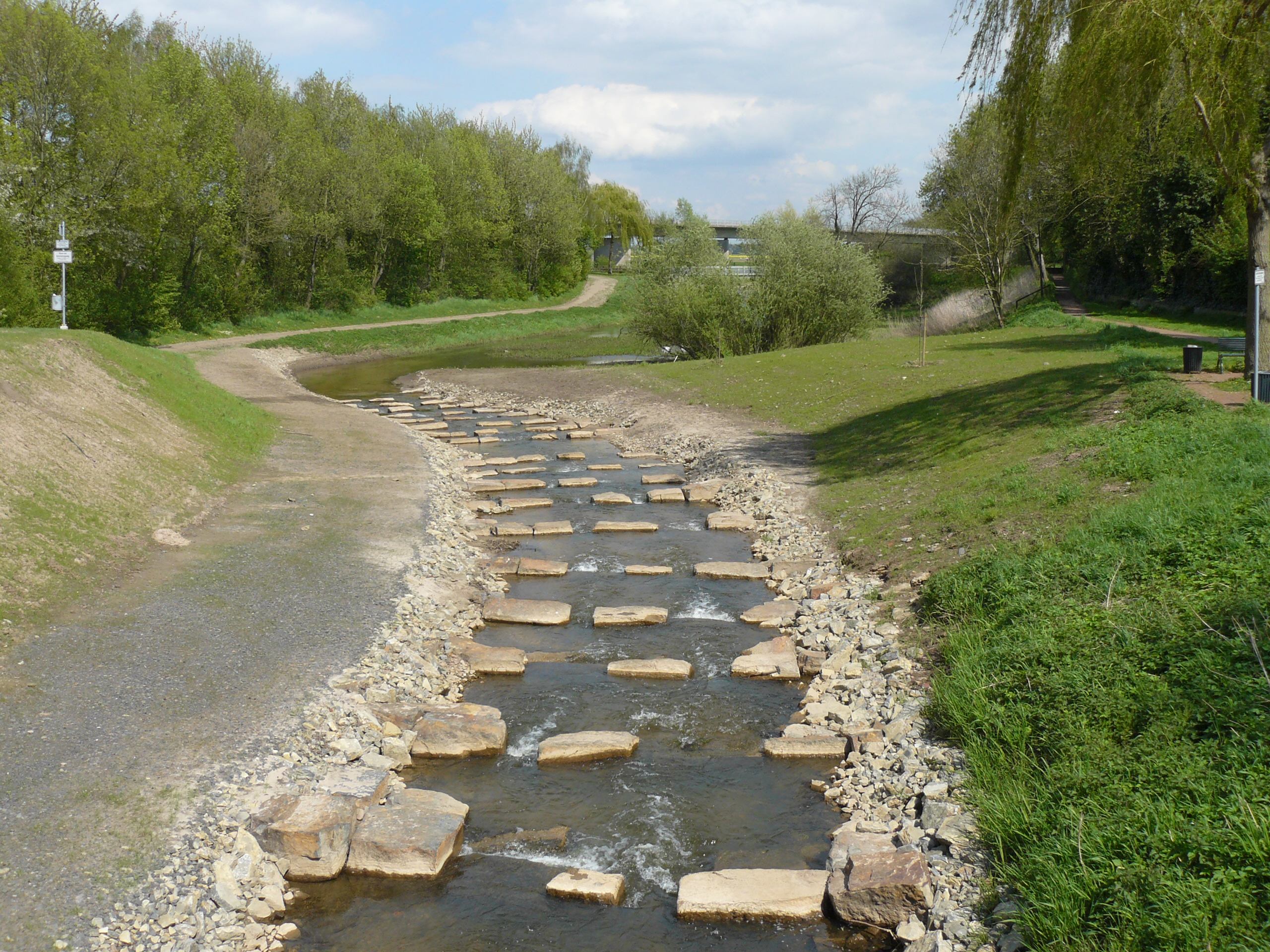
Sohlgleite der Ösper in Petershagen (neu errichtet 2014)

Sohlgleiten und die ähnlich gestalteten Sohlrampen unterscheiden sich durch ihr Gefälle: Sohlgleiten sind flacher geneigt (1:20 bis 1:100) als Sohlrampen (1:3 bis 1:10).
Übliche Konstruktionsformen sind Betonschwellen, Holzbalken oder Pfahlreihen, die quer in der Bachsohle liegen, oder Grobschotter, der quer zur Fließrichtung in die Bachsohle geschüttet wird. Unterhalb der Grobschotterschicht werden z. T. Geotextilien als zusätzlicher Erosionsschutz eingesetzt. Ebenso können zusätzliche Stützsteine und Pfahlreihen im Bereich der Nachbettsicherung bzw. am Gleitenfuß verwendet werden.
Wehre und Sohlschwellen werden häufig zu Sohlgleiten umgebaut, um die Durchlässigkeit für Fische wiederherzustellen. Steinschüttungen werden aufgrund der biologischen Anforderungen gegenüber einer Riegelbauweise bevorzugt.